# Lega giordana professionistica 1980
Il campionato era formato da dieci squadre e l'Al-Wahdat  vinse il titolo.

## Classifica finale
| Pos. | Squadra      | G  | V  | N | P  | GF | GS | Punti |
| ---- | ------------ | -- | -- | - | -- | -- | -- | ----- |
| 1    | Al-Deffatain | 18 | 14 | 3 | 1  | 27 | 10 | 31    |
| 2    | Al-Ramtha    | 18 | 11 | 5 | 2  | 34 | 10 | 27    |
| 3    | Al-Hussein   | 18 | 2  | 3 | 3  | 27 | 14 | 27    |
| 4    | Al-Ahli      | 18 | 6  | 7 | 5  | 15 | 13 | 19    |
| 5    | Amman        | 18 | 6  | 4 | 8  | 14 | 21 | 16    |
| 6    | Al-Jazira    | 18 | 4  | 6 | 8  | 18 | 21 | 14    |
| 7    | Al-Faisaly   | 18 | 4  | 5 | 9  | 17 | 20 | 13    |
| 8    | Al-Jeel      | 18 | 3  | 7 | 8  | 18 | 27 | 13    |
| 9    | Al-Baqa'a    | 18 | 3  | 4 | 11 | 15 | 29 | 10    |
| 10   | Al-Qadisiya  | 18 | 3  | 4 | 11 | 14 | 34 | 10    |

G = Partite giocate; V = Vittorie; N = Nulle/Pareggi; P = Perse; GF = Goal fatti; GS = Goal subiti; DR = differenza reti; 